# Коростышевский педагогический колледж имени И. Я. Франко
Коростышевский педагогический профессиональный колледж имени И. Я. Франко — одно из старейших учебных заведений Украины в области подготовки педагогов, расположено в Коростышеве (Житомирская область). Самостоятельное высшее учебное заведение первого уровня аккредитации, которое осуществляет подготовку учителей начальных классов в дневной и заочной формах обучения, трудового обучения и учителей физической культуры в дневной форме обучения.

## История
1 мая 1862 года при Киевском университете была открыта первая временная педагогическая школа, на основе которой 26 мая 1869 года была создана учительская семинария Юго-Западного края с временным местонахождением в Киеве. Задачей этой семинарии была подготовка учителей младших классов.
22 октября 1869 года — начало обучения в учительской семинарии. Этот день считается днем основания учебного заведения. С августа 1873 года учительская семинария Юго-Западного края была переведена в Коростышев Радомышльского уезда Киевской губернии и стала называться Коростышевской учительской семинарией.
Первым директором семинарии был доктор философских наук Иван Яковлевич Посяда — товарищ Тараса Григорьевича Шевченко по Кирилло-Мефодиевскому обществу.
Среди предметов, преподаваемых в Коростышевской семинарии, были Закон Божий, русский и церковнославянский языки, арифметика, геометрия, русская и общая история, русская и общая география, естествознание, письмо, рисование, основы педагогики, гимнастика, пение и практические занятия в школе.
В период с 1895 по 1898 годы в Коростышевской учительской семинарии обучался известный украинский писатель Степан Васильченко.
В 1924 году учреждению было присвоено имя Ивана Яковлевича Франко.
С 1944 года учебное заведение получает название и статус педагогического училища.
В 1958 году начата подготовка учителей трудового обучения и черчения.
Решением IX сессии Житомирского областного совета в октябре 2003 года педагогическое училище было реорганизовано в педагогический колледж.
В 2007 году в колледже начата подготовка младших специалистов по специальности «Физическое воспитание».
В 2021 году колледж лишается статуса «Высшего учебного заведения» и получает название профессионального колледжа.

## Администрация
Согласно п. 5.4.6 Устава, утвержденного решением Житомирского областного совета от 25.06.2020 за № 1931, Положению об административном совете (с изменениями), утвержденному приказом директора от 13.07.2020 № 39/1, в целях организации и контроля выполнения требований государственных стандартов о профессиональном предвысшем образовании, совершенствования системы внутреннего контроля и руководства образовательным процессом создается административный совет. Председателем административного совета является директор колледжа. Административный совет проводится каждый понедельник. На заседании админсовета заслушиваются результаты учебно-воспитательной, методической работы отделений, преподавателей, кураторов групп, проводится анализ выполнения планов работы различных структурных подразделений и даются предложения по улучшению результатов работы колледжа.
- Мороз Василий Николаевич — директор.
- Голуб Людмила Владимировна — заместитель директора по учебной работе.
- Волотивская Инна Ивановна — заместитель директора по воспитательной работе.
- Антонюк Нина Анатольевна — заведующий учебно-производственной практикой.
- Грабовская Наталья Викторовна — исполняющая обязанности заместителя директора по хозяйственной работе.
- Харитюк Инна Владимировна — заведующий отделением «Начальное образование».
- Корзун Елена Вячеславовна — заведующий отделением «Технологическое образование и физическая культура».
- Беседовская Ирина Васильевна — методист колледжа.
- Самийлык Алла Степановна — председатель профкома работников колледжа.
- Селюченко Елена Александровна — главный бухгалтер колледжа.
- Тихолиз Наталья Сергеевна — руководитель студенческого научного общества колледжа.
- Веселик Дарья — председатель студенческого научного общества колледжа.
- Долинговская Светлана Николаевна — главный редактор онлайн-газеты «The Коледж Post».
- Лысак Станислава Борисовна — председатель профкома студентов.
- Руденок Мария — председатель студенческого совета.
- Кравченко Оксана Анатольевна — исполняющая обязанности заведующего библиотекой.
- Мартынюк Лариса Владимировна — практический психолог.
- Кулик Татьяна Михайловна — заведующий студенческим общежитием.
- Катюха Марина — председатель студенческого совета общежития (с 16 ноября 2023 года).

## Специальности
- Отделение «(0.13) Начальное образование»: «Социальный педагог»; «Ассистент учителя по инклюзивному обучению»; «Учитель информатики в начальной школе»; «Учитель иностранного языка в начальной школе».
- Отделение «(0.14) Среднее образование — Трудовое обучение и технологии»: «Руководитель кружка декоративно-прикладного искусства» или «Учитель информатики в начальной школе».
- Отделение «(0.14) Среднее образование — Физическая культура»: «Инструктор групповых фитнес-программ» или «Учитель основ здоровья».

## Известные выпускники
- Борис Бондарчук — украинский корреспондент, преподаватель факультета кино и телевидения Киевского национального университета культуры и искусств.
- Владимир Романович Зорник — украинский тренер по легкой атлетике (бег), специалист в области физической культуры и спорта. Заслуженный тренер Украины.
- Николай Савич Корец — доктор педагогических наук.
- Иван Михайлович Кохан — городской голова города Коростышев.
- Елена Кудря — украинская писательница.
- Василий Николаевич Мороз — доктор педагогических наук.
- Иванна Рихлюк — украинская телеведущая, модель, блогер.
- Данило Олегович Самойленко — преподаватель, блогер, путешественник с опытом.
- Оксана Анатольевна Самойленко — доктор философских наук, преподаватель.
- Ирина Халимончук — юрист.
- Елена Леонидовна Хмелева — начальник отдела культуры и туризма Коростышевского городского совета.

## Галерея
- Преподаватели и администрация колледжа.
- Преподаватели колледжа.